# 8. новембар
8. новембар (8.11.) је 312. дан године по грегоријанском календару (313. у преступној години). До краја године има још 53 дана.

## Догађаји
- 960 — Битка код Андрасоса: Византијци под командом Лава Фоке Млађег победили су Хамданида емира Алепа, Сејф ал-Давлу.
- 1519 — Шпански освајач Ернан Кортес стигао је у Мексико, где су га Астеци и њихов владар Монтезума II, верујући да је он реинкарнација астечког божанства Кецалкоатл, примили у Теночтитлану с највећим почастима.
- 1520 — По наредби данског краља Кристијана II извршен је покољ више од 80 шведских свештеника и племића. „Стокхолмско крвопролиће“ подстакло је устанак којим је, под вођством Густава Васе 1521. Шведска ослобођена данске власти.
- 1576 — Осамдесетогодишњи рат: Хентски мир: Сталешке скупштине Низоземља се састају и удружују како би се супротставиле шпанској окупацији.
- 1602 — Библиотека Бодлеана на Универзитету у Оксфорду отворена је за јавност.
- 1620 — Одиграла се битка код Беле планине, прва битка у Тридесетогодишњем рату, у близини Прага.
- 1793 — Први пут је за јавност отворен Лувр, дворац француских краљева од 1204, који је одлуком револуционарне владе 1791. претворен у музеј.
- 1805 — Смедеревски диздар Мухарем Гуша Бошњак предао је кључеве града вођи Првог српског устанка Карађорђу. Тим чином Смедерево се уврстило међу прве српске вароши које је Карађорђе ослободио од Турака.
- 1858 — После победе над турском војском на Грахову, Црна Гора је добила међународно утврђене границе према Османском царству, за које су гарантовале велике силе - Русија, Аустрија, Француска и Пруска.
- 1889 — Монтана је постала 41. држава САД.
- 1895 — Немачки физичар Вилхелм Конрад Рендген открио је икс-зраке који су по њему названи Рендгенови зраци. За тај изум добио је 1901. Нобелову награду за физику.
- 1901 — Нереди због јеванђеља: крвави сукоби се одвијају у Атини после превода јеванђеља на демотски Грчки.
- 1917 — Совјет народних комесара успостављен је као нова влада Русије с Лењином на челу. Лав Троцки постао је комесар за иностране послове, а Стаљин комесар за народности.
- 1923 — Спречен је покушај Адолфа Хитлера у Минхену да с генералом Ерихом Лудендорфом изведе Пивнички пуч. Вођа нациста ухапшен је четири дана касније и осуђен на пет година затвора, али је крајем 1924. амнестиран. Током боравка у затвору написао је књигу „Мајн кампф“ (Моја борба), која је касније постала библија нацизма.
- 1933 — Велика криза: Нови уговор: амерички председник Френклин Делано Рузвелт основао је Управу за цивилне радове, организацију која је дизајнирана да створи послове за више од 4 милиона незапослених.
- 1936 — Шпански грађански рат: Франкове трупе не успевају да заузму Мадрид, али започињу трогодишњу опсаду Мадрида.
- 1937 — Нацисти су у Минхену приказали изложбу "Der ewige Jude" ("Вечни Јевреј").
- 1939 — Инцидент Венло: Два британска агента Secret Intelligence Service (SIS)-а су заробили Немци.
- 1939 — У Минхену обележавајући 16. годишњицу Пивничког пуча, Адолф Хитлер је уско избегао покушај атентата од стране немачког радника Георга Елсера.
- 1940 — Грчко-италијански рат: Италијанска инвазија на Грчку није успела, јер бројне грчке јединице одбацују Италијане у бици код Елеа-Каламаса.
- 1941 — Основана је Албанска комунистичка партија.
- 1942 — Други светски рат: Француски покрет отпора изводи ударе у Алжиру, у којима 400 цивилних француских патриота неутралише XIX корпус војске Вишијевског режима а након 15 сати борби и хапси неколико вишијевских генерала, омогућавајући непосредан успех Операције Бакља у Алжиру.
- 1942 — Савезничке снаге под командом генерала Двајта Ајзенхауера почеле су искрцавање у северној Африци у Другом светском рату. Борбе против немачко-италијанских трупа завршене су 13. маја 1943. победом Савезника.
- 1944 — У Народноослободилачкој борби ослобођени су Штип, Неготино и Струга.
- 1950 — Корејски рат: Командир у Америчком ратном ваздухопловству Расел Ј. Браун, док је пилотирао на F-80 (Lockheed P-80 Shooting Star), пуцао је на два севернокорејска МиГ-15 као први оперативни реактивни ловац Америчких ваздухопловних снага.
- 1957 — Pan Am Flight 7 је нестао у лету између Сан Франциска и Хонолулуа. Олупина и тела страдалих пронађени су недељу дана касније.
- 1957 — Операција Грабље X, Рунда Ц1: Велика Британија спроводи свој први успешни тест хидрогенске бомбе над Киритимати у Пацифику.
- 1960 — Џон Кенеди је победио Ричарда Никсона на председничким изборима и тако постао најмлађи човек који је икада изабран на ту функцију.
- 1960 — Створена је Британска територија Индијског океана, која се састоји од острва Архипелага Чагос, Алдабра, Фаркуар (острва) и Дерош (острва) .
- 1965 — Законом о убиству (укидање смртне казне) из 1965. године додељена је Краљевска сагласност, за формално укидање смртне казне у Уједињеном Краљевству, изузев у случајевима велике издаје, "пиратерије насиљем" (пиратерија са намером да убије или изазове тешка телесна повреда ), паљевина у краљевским двориштима и шпијунажа, као и друга кривична дела према војном праву. Одређено је да би се смртна казна укинула у свим случајевима 1998. године.
- 1965 — Вијетнамски рат: Битка између аустралијских снага и Виет Конга у бици Ганг Тои.
- 1966 — Бивши државни правобранилац у Масачусетсу Едвард Брок постаје први Афро-Американац изабран у сенат Сједињених Држава од реконструкције.
- 1966 — Председник САД Линдон Џонсон потписује закон о изузећу из протокола, дозвољавајући Националној фудбалској лиги да се споји са Америчком фудбалском лигом.
- 1966 — Бечка конвенција о друмском саобраћају потписана је како би се олакшао међународни саобраћајни промет и повећала безбедност на путу стандардизацијом јединствених саобраћајних правила међу потписницима.
- 1971 — Објављен је четврти по реду албум Led Zeppelin IV британске групе Лед зепелин, на ком се налазила и њихова најпознатија песма "Stairway to Heaven".
- 1977 — Грчки археолог Манолис Андроникос открио је гробницу Филипа II Македонског у Кутлешу (Вергина).
- 1989 — Даглас Вајлдер изабран је за гувернера Вирџиније, као први црнац у историји САД који је постао гувернер једне америчке државе. Истог дана Дејвид Динкинс изабран је за првог црног градоначелника Њујорка.
- 1992 — Здруженим нападом јединица Војске Хрватске, ХВО-а и Армије БиХ на Невесиње почела једна од најжешћих битака Рата у БиХ, позната као Митровданска офанзива.
- 1995 — Република Македонија званично је постала 38-а чланица Савета Европе.
- 1998 — Суд у Бангладешу осудио је на смрт 15 бивших официра, оптужених за убиство бангладешког председника шеика Муџибура Рахмана у војном удару у августу 1975.
- 2001 — Припадници Јединице за специјалне операције Србије ("црвене беретке") почели су протест у центру за обуку у Кула. Четири дана касније они су транспортерима блокирали цео центар и део ауто-пута у Београду. Протест је завршен 17. новембра након преговора с владом Србије.
- 2001 — Француски горњи дом парламента, Сенат, усвојио је закон којим се Корзици дозвољава ограничена аутономија, из којег су претходно избачени многи кључни чланови.
- 2002 — Савет безбедности УН на јавној седници једногласно је усвојио Резолуцију 1441 о разоружању Ирака.
- 2006 — Проглашен модерни Устав Републике Србије који дефинише Космет као саставни део Србије.

## Рођења
- 1656 — Едмунд Халеј, енглески астроном и геофизичар, који је први одредио путању једне комете и предвидео њено периодично појављивање (Халејева комета). (прем. 1742)[1]
- 1847 — Брем Стокер, ирски књижевник. (прем. 1912)
- 1848 — Готлоб Фреге, немачки математичар и физичар. (прем. 1925)
- 1854 — Јоханес Ридберг, шведски физичар. (прем. 1919)
- 1868 — Феликс Хаусдорф, немачки математичар. (прем. 1942)
- 1878 — Димитар Влахов, македонски револуционар, политичар и публициста. (прем. 1953)
- 1888 — Сима Марковић, српски професор математике, члан Централног комитета КПЈ и Извршног комитета Коминтерне. (прем. 1939)
- 1900 — Михаило Вукдраговић, српски композитор, диригент, музички педагог и критичар, професор и ректор Музичке академије у Београду, члан САНУ. (прем. 1986)
- 1906 — Михаило Апостолски, македонски академик и народни херој Југославије. (прем. 1987)
- 1922 — Кристијан Бернард, јужноафрички хирург. 1967. извршио прву трансплантацију срца. (прем. 2001)
- 1923 — Џек Килби, амерички физичар, добитник Нобелове награде за физику (2000). (прем. 2005)
- 1928 — Александар Бакочевић, председник Скупштине Републике Србије и Скупштине града Београда. (прем. 2007)
- 1935 — Ален Делон, француски глумац. (прем. 2024)
- 1937 — Драгослав Шекуларац, српски фудбалер и фудбалски тренер. (прем. 2019)
- 1938 — Миња Субота, српски композитор, музичар, забављач, ТВ водитељ и фотограф. (прем. 2021)
- 1943 — Мартин Питерс, енглески фудбалер и фудбалски тренер. (прем. 2019)
- 1946 — Гус Хидинк, холандски фудбалер и фудбалски тренер.
- 1946 — Станислав Караси, српски фудбалер и фудбалски тренер.
- 1952 — Алфри Вудард, америчка глумица, продуценткиња и активисткиња.
- 1954 — Казуо Ишигуро, енглески књижевник и сценариста.
- 1960 — Драган Канатларовски, македонски фудбалер и фудбалски тренер.
- 1960 — Олег Мењшиков, руски глумац.
- 1966 — Гордон Ремзи, шкотски кувар.
- 1967 — Кортни Торн Смит, америчка глумица.
- 1968 — Паркер Поузи, америчка глумица и музичарка.
- 1972 — Маја Маријана, српска певачица.
- 1972 — Гречен Мол, америчка глумица и модел.
- 1975 — Тара Рид, америчка глумица.
- 1978 — Ивана Селаков, српска певачица.
- 1978 — Тибор Церна, југословенски војник. (прем. 1999)
- 1980 — Ана Видовић, хрватска гитаристкиња.
- 1981 — Џо Кол, енглески фудбалер.
- 1982 — Марија Дакић, српска глумица.
- 1983 — Бланка Влашић, хрватска атлетичарка.
- 1983 — Синан Гулер, турски кошаркаш.
- 1983 — Павел Погребњак, руски фудбалер.
- 1991 — Никола Калинић, српски кошаркаш.
- 1994 — Јован Новак, српски кошаркаш.
- 1999 — Исак Бонга, немачки кошаркаш.

## Смрти
- 1674 — Џон Милтон, енглески писац, по многима највећи енглески песник уз Шекспира. (рођ. 1608)
- 1847 — Јоаким Вујић, српски књижевник и позоришни писац. (рођ. 1772)
- 1887 — Док Холидеј, амерички коцкар и револвераш.(рођ. 1851)
- 1917 — Милутин Бојић, српски писац, аутор поеме „Плава гробница“.(рођ. 1892)
- 1935 — Милета Јакшић,  православни свештеник и српски песник. (рођ. 1863)[2]
- 1953 — Иван Алексејевич Буњин, руски књижевник. (рођ. 1870)
- 1982 — Пашко Ромац је био учесник Народноослободилачке борбе, друштвено-политички радник СФР Југославије, СР Србије и САП Војводине и народни херој Југославије.(рођ. 1913)
- 1986 — Вјачеслав Молотов, шеф совјетске дипломатије. (рођ. 1890)[3]
- 1999 — Леон Штукељ, словеначки и југословенски гимнастичар. (рођ. 1898)
- 2001 — Радмила Савићевић, српска глумица. (рођ. 1926)
- 2006 — Базил Поледорис, амерички композитор грчког порекла (рођ. 1945)
- 2009 — Виталиј Гинзбург, руски физичар, добитник Нобелове награде за физику. (рођ. 1916)

## Празници и дани сећања
- Српска православна црква данас слави -
  - Митровдан Свети великомученик Димитрије